# لب السن
اللب أو لب السن أو اللب السني أو الحزمة الوعائية العصبية (بالإنجليزية: dental pulp) (بالإنجليزية: pulp) هو الجزء الذي يتكّون من الخلايا الجذعية المتوسطة السنية، والخلايا الجذعية السنية غير المتخصصة، وكذلك يحتوي على عصب السن والشعيرات الدموية التي تقوم بتغذية السن ويكون العصب مسئولا عن الإحساس بالألم والشعور بالبرودة والسخونة ويكون ذلك أشد عندما يكون التسوس عميقا وقريبا من العصب.

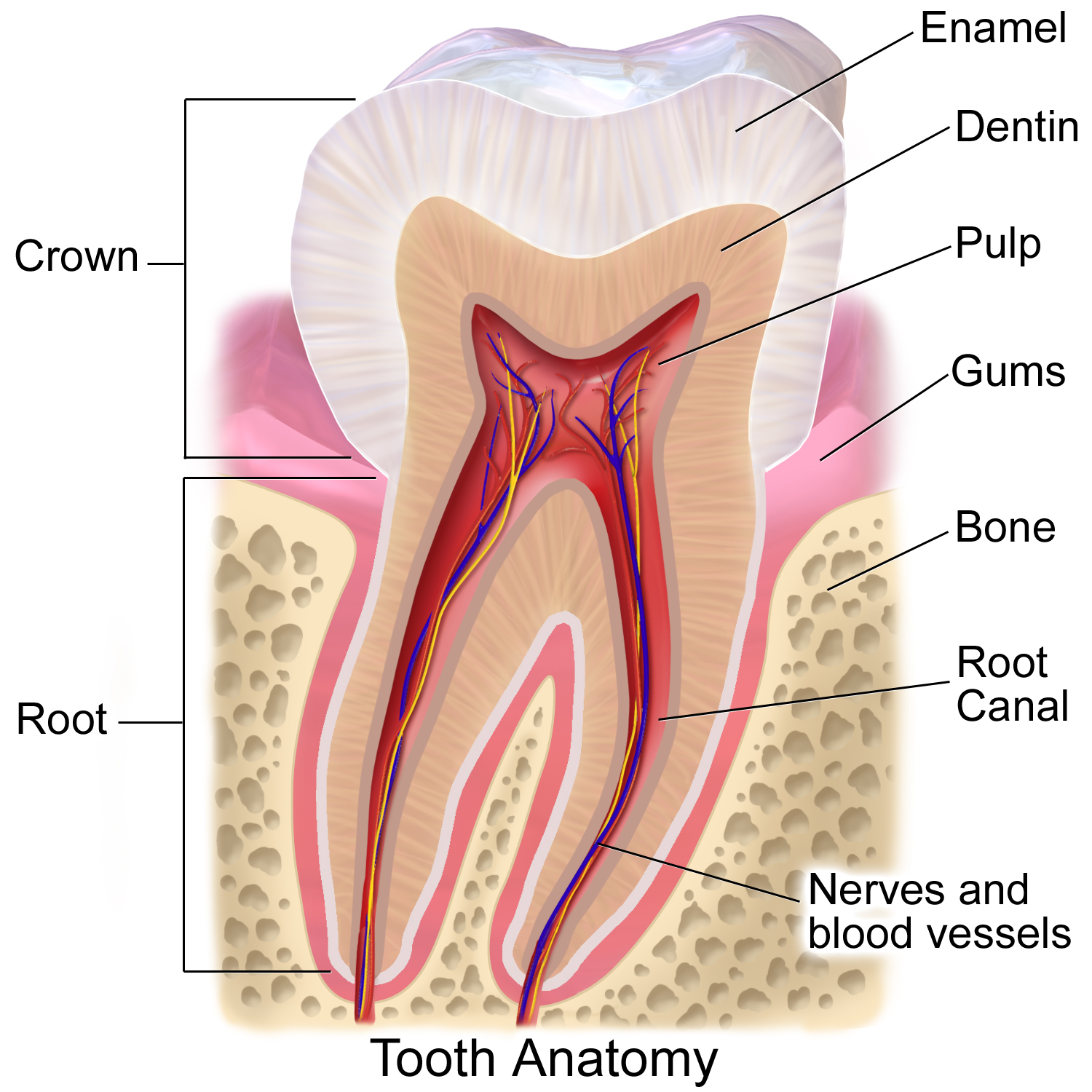
مقطع من الضرس البشري

اللب السني هو الجزء المكوّن لمركز السن، والذي يتكون من نسيج ضام حي وخلايا تسمى الخلايا المولدة للعاج، هو أيضاً جزء من معقد العاج-اللب (لب السن). وتعتمد حيوية المعقد -سواء أكان السن سليماً أم مصاباً- على نشاط خلايا اللب وعمليات الإرسال التي تنظم سلوك الخلية.

## تشريحيًا

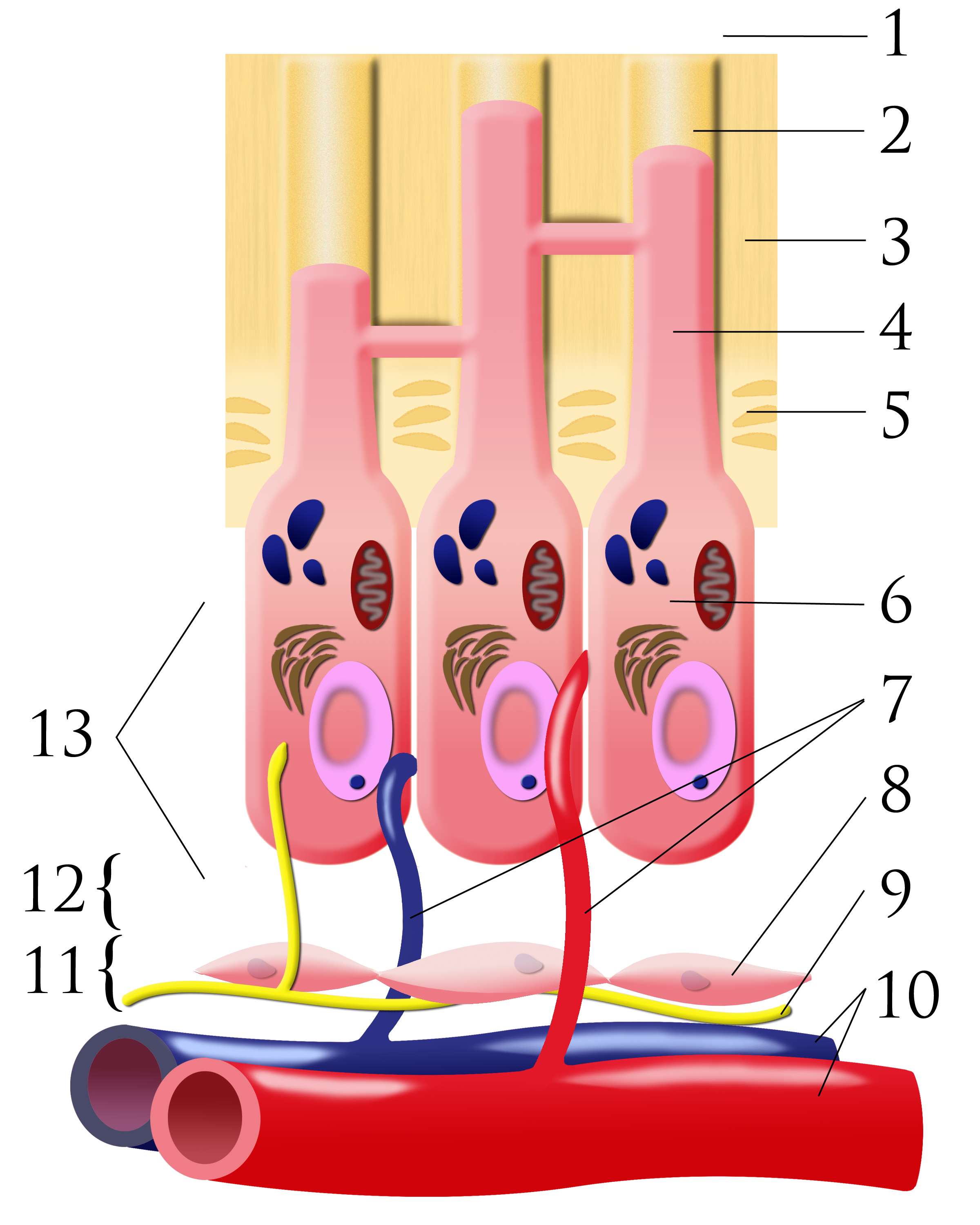
التحام اللب بالعاج. 1- خارج الأسنان (ميناء) 2- أنبوب صغير العاج 3- عاج 4- عملية الأرومة السنية 5- طليعة العاج 6- مصورات العاج 7- الشعيرات الدموية 8- الليفية 9- العصب10- الشريان / الوريد 11- منطقة غنية بالخلايا 12- منطقة خالية من الخلايا 13- حجرة اللب.

في كل شخص، يمكن أن يصل مجموع ألباب الأسنان إلى 52 لب سني، حيث يوجد 32 لبّ في الأسنان الدائمة بينما يوجد 20 في الأسنان اللبنية. إن إجمالي حجم جميع الألباب السنية في الأسنان الدائمة هي 0.38 cc، مما يعني أن متوسط حجم اللب عند الإنسان البالغ هو 0.02 cc، حيث يبين المقطع العرضي للقاطع المركزي في الفك العلوي -الذي يأخذ شكل المجرفة- أن اللب يكون مخروطي الشكل بثلاثة قرون على سطحها وثلاثي في المقطع العرضي، وأن النّاب لديه أطول لب وهو ذو مقطع عرضي بيضوي.
الكتلة الكبيرة من اللب توجد داخل الحجرة اللبية في الأسنان. يتوافق شكل كل حجرة لبية مباشرة مع الشكل العام للأسنان، وبالتالي يكون متفرداً لكل سن. ينقسم النسيج اللبي في حجرة اللب إلى اثنين من الأقسام الرئيسية: اللب التاجي واللب الجذري. حيث أن التاج السني يحتوي على اللب التاجي. واللب التاجي لديه ستة سطوح: الإطباقي، والأنسي والبعيد، والشدقي واللساني والأرضي. وبسبب الترسب المستمر للعاج، يصبح اللب أصغر مع التقدم في السن، هذا التقلص ليس موحداً خلال اللب التاجي ولكنه يتطور بشكل أسرع على السطح الأرضي للسن أكثر من على السطح أو الجانب أو جدران السن.
بالرغم من أن اللب الجذري هو الذي يمتد بين الحد الفاصل ما بين التاج والجذر إلى قمة الجذر، لكنه ليس مستقيماً دائماً بل يختلف في الشكل والحجم والعدد. الجزء الجذري يستمر مع الأنسجة الذروية خلال ثُقْبَةُ قِمَّةِ السِّنّ.
الثقبة القمية هي فتحة في اللب الجذري إلى النسيج الضام المحيط بالذروة. متوسط الحجم هو 0,3-0,4 ملم في القطر. يمكن أن يكون هناك اثنين أو أكثر من الثقوب مفصولة بجزء من العاج والملاط أو بالملاط فقط. إذا كان هناك أكثر من ثقبة واحدة موجودة على كل جذر، أكبر واحدة تعتبر بمثابة الثقبة القمية وتعتبر البقية ثقب تبعية. معظم حالات الالتهاب تنتشر من خلال الثقبة القمية من اللب إلى الأنسجة الذروية.
القنوات التبعية هي مسارات من اللب الجذري، وتمتد أفقياً من خلال العاج إلى الأنسجة اللثوية، وتشاهد خصوصاً في الثلث القمي من الجذور. وتسمى القنوات التبعية أيضاً قنوات جانبية، لأنها عادةً ما تقع على السطح الجانبي لجذور الأسنان.

## التطور

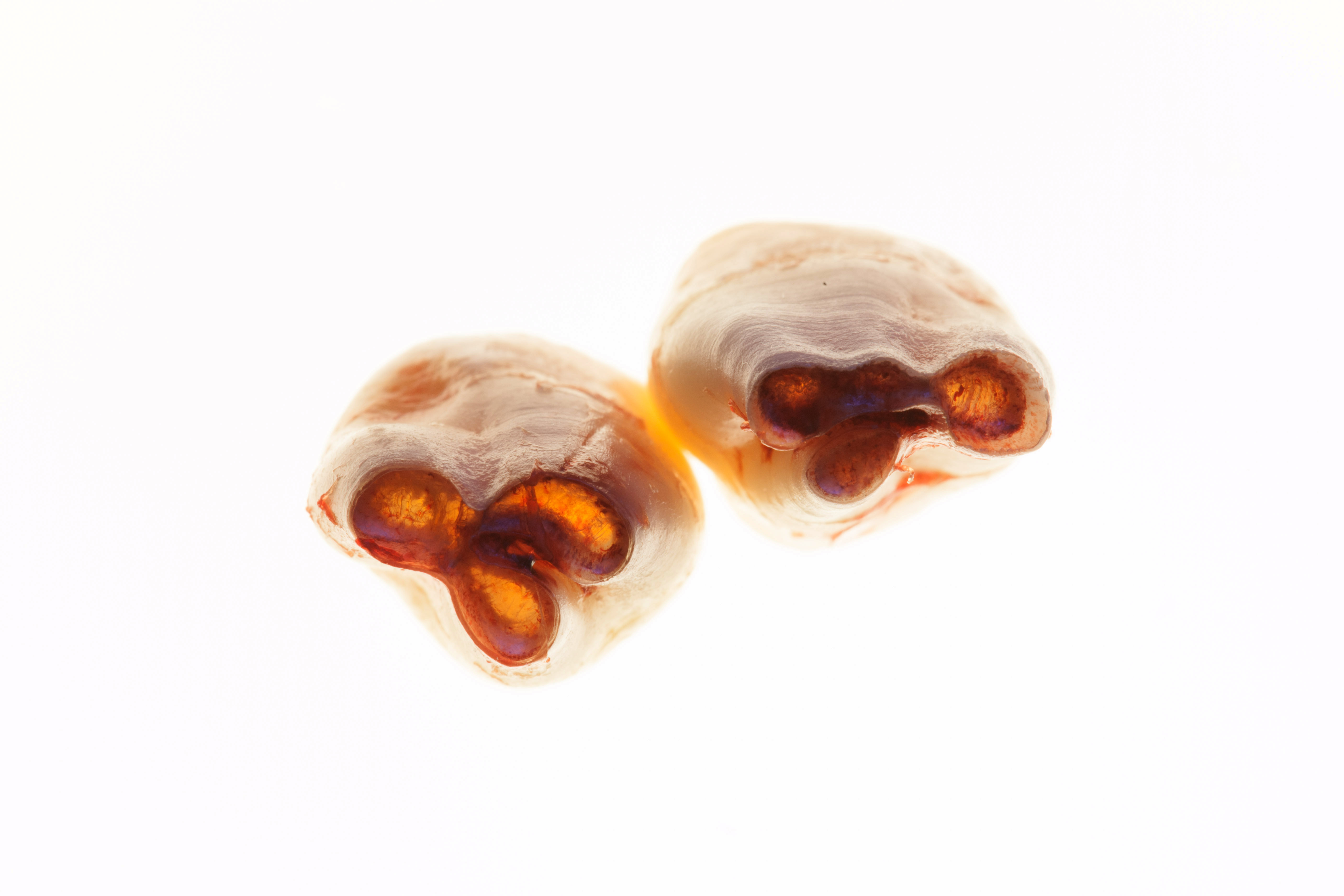
اثنين من اللب لضرسيّ عقل لم يتتطورا تماماً ،صورة من القاع.

اللب لديه خلفية مماثلة لتلك الخاصة بالعاج، لأنه يتم الحصول على كل منهما من الحليمة السنية من الجرثومة السنية. المنطقة الوسطى من اللب التاجي والجذري تحتوي على الجذوع العصبية الكبيرة والأوعية الدموية. هذه المساحة مبطنة محيطياً بمنطقة متخصصة سنية المنشأ والتي لديها أربع طبقات (من الأعمق إلى الأبعد):
1. جوهر اللب: والتي تقع في مركز حجرة اللب مع العديد من الخلايا وتزويد واسع من الأوعية الدموية. باستثناء موقعها فلإنها مشابهة جداً لمنطقة الخلايا الغنية.
2. منطقة الخلايا الغنية: التي تحتوي على الخلايا الليفية وخلايا اللحمة المتوسطة غير المتمايزة.
3. منطقة خالية من الخلايا (منطقة ويل): وهي غنية بالشعيرات الدموية والشبكات العصبية.
4. طبقة الأرومة السنية: الطبقة الخارجية التي تحتوي على الخلايا المولدة للعاج وتقع بجوار طليعة العاج والعاج الناضج.

الخلايا الموجودة في اللب السني تشمل الخلايا الليفية (الخلية الرئيسية)، الخلايا المولدة للعاج، الخلايا الدفاعية مثل المنسجات، بلعم، كريات البيض الغير الناضجة، الخلايا البدينة والخلايا البلازمية. ضفيرة راشكوف العصبية تقع في وسط المنطقة الخالية من الخلايا (منطقة ويل).
ضفيرة راشكوف
ضفيرة راشكوف تراقب الأحاسيس المؤلمة. بحكم محتوى الببتيد فإنها تلعب وظائف مهمة في الأحداث الالتهابية وإصلاح الأنسجة المترتب على ذلك. هناك نوعان من الألياف العصبية التي تتوسط الإحساس بالألم: ألياف A: تنقل أحاسيس الألم السريعة والحادة وتنتمي إلى المجموعة المايلينية، في حين تشارك ألياف C في الألم الموجع الباهت وهي أرق وعديمة المايلين. ألياف A، بشكل أساسي من نوع دلتا-A، موجودة بشكل تفضيلي في محيط اللب، حيث تكون في ارتباط وثيق مع الخلايا المولدة للعاج وتمد ألياف للكثير ولكن ليس لكل الأنابيب العاجية. ألياف C تنتهي عادة في أنسجة اللب السليم، إما كنِهاياتٌ عَصَبِيَّةٌ حُرَّة أو كفروع حول الأوعية الدموية.

## الوظائف
تتمثل المهمة الرئيسية للب الأسنان في تشكيل العاج (من قبل الخلايا المولدة للعاج).
تشمل الوظائف الأخرى:
المغذية: اللب يحافظ على المكونات العضوية من الأنسجة المعدنية المحيطة المتوفرة مع الرطوبة والمواد المغذية.
الحسية: الظواهر المتعلقة بدرجة الحرارة والضغط، أو ضرر بالعاج أو اللب تنقلها على أنها ألم.
الحماية: تشكيل عاجٌ تَرْميمِيّ أو العاج الثانوي (من قبل الخلايا المولدة للعاج).
التكوينية: خلايا اللب تنتج العاج الذي يحيط ويحمي أنسجة اللب.

## اختبار لب الأسنان
هو تقنية تستخدم لفحص صحة لب الأسنان، يُجرى هذا الاختبار بواسطة العديد من الوسائل التشخيصية لتشخيص حيوية اللب، بواسطة اختبار إمدادات الدم للسن أو بواسطة اختبار الاستجابة الحسية للأعصاب، وهو ما يُسمى باختبار الحساسية.
يُستخدم اختبار الحساسية -سواءً بالوسائل الحرارية أو بالوسائل الكهربائية- في الاختبارات السريرية أكثر من اختبار حيوية اللب، وذلك لكون الأخير يتطلب معدات متخصصة.
يتولد شعور بالألم ثم ينحسر بعد زوال المنبه عند فحص الأسنان السليمة باختبار الحساسية، أما إذا بدأ الألم سريعًا واستمر فترةً طويلة فهذا يدل على التهاب لب السن، وفي حالة عدم وجود استجابة فإن ذلك يشير عمومًا إلى وجود نخر لبي.

## التشخيص اللبي

### اللب الطبيعي
يُغطى لب الأسنان في الحالة الطبيعية بطبقتي الميناء والعاج، يمكن اعتبار اللب سليمًا إذا كان حيويًا ويستجيب لاختبار لب الأسنان استجابةً خفيفةً ولا تتعدى استجابته للاختبارات الحرارية أكثر من ثانيتين بعد إزالة المنبه.

### التهاب اللب القابل للشفاء
ينتج هذا الالتهاب عن تضخم اللب عندما تتعرض طبقتا الميناء والعاج للتنبيه، يتميز التهاب اللب القابل للشفاء بأنه التهاب خفيف أو متوسط الحدة، يشعر المريض في هذه الحالة بألم مؤقت عند وجود المنبه ويختفي تمامًا عند إزالته.
يمكن معالجة التهاب اللب القابل للشفاء بمعالجة المسبب، على عكس التهاب السن غير القابل للشفاء، الذي لا يمكن معالجته إلا بإزالة اللب بالمعالجة اللبية.
يجب التحقق من رجوع اللب إلى حالته الطبيعية عن طريق الاختبارات اللبية، لأن التغيرات في المنطقة المحيطة بقمة اللب -أي التضخم- خلال التصوير الشعاعي تكاد تكون غير ملحوظة.

#### أسباب الالتهاب[13]
- العدوى الجرثومية بسبب التسوس.
- الصدمة الحرارية.
- الرض.
- التهاب العظم السنخي بسبب عدم تكون الخثرة.
- تهيج طبقة العاج المكشوفة.
- الرض المتكرر نتيجةً لصرير الأسنان.
- كسر السن وانكشاف اللب.

#### الأعراض[13]
- حساسية السن بعد حشوه.
- ألم متقطع وأخف من الألم الناتج من التهاب اللب غير القابل للشفاء.
- ألم حاد قصير بعد التنبيه.

#### التشخيص[15]
- التصوير الشعاعي لمعرفة امتداد التسوس والالتهاب.
- اختبار الحساسية لمعرفة نوع الألم.
- اختبار اللب بالنقر الخفيف على السن.
- اختبار اللب الكهربائي.

#### الوقاية[13]
- الفحوص المنتظمة لتسوس الأسنان المسرطن وغير المسرطن.
- تجفيف حفرة السن عند تحضيرها قبل الحشو باستخدام الكحول أو الكلوروفورم، إضافةً إلى استخدام الوارنيش لحماية اللب.

### التهاب اللب غير القابل للشفاء
قد يتطور الالتهاب القابل للشفاء إذا لم يُعالج إلى التهاب غير قابل للشفاء، وينتج عن تعرض الأنسجة السنية للعدوى البكتيرية، يشخص اللب بالالتهاب غير القابل للشفاء عندما يكون اللب ملتهبًا ولا يمكن شفاؤه عند إزالة العامل المسبب، وغالبًا ما ينتهي المطاف بحشوة الجذر، ومن الجدير بالذكر أن اللب في هذه المرحلة لا يزال حيويًا لأنه مزود بالأوعية الدموية، أي أن الالتهاب هنا ليس نخريًا.
يمكن التمييز بين التهاب لب السن غير القابل للشفاء والالتهاب القابل للشفاء بناءً على الاستجابات المختلفة للألم بعد التحفيز الحراري، فإذا كان الالتهاب قابلًا للشفاء فإن استجابة اللب للألم تستمر بضع ثوان عند التعرض للمواد الباردة أو الساخنة أما إذا استمر الألم من دقائق إلى ساعات فإن الالتهاب غير قابل للشفاء، ويعد هذا الاختبار واحدًا من بين العديد من الاختبارات، مثل اختبار الحساسية والتصوير الشعاعي شبه القمي.
ينقسم التهاب لب السن غير القابل للشفاء إلى قسمين:

#### التهاب اللب غير القابل للشفاء المصحوب بأعراض
وتشمل أعراضه:
- ألم بسيط جدًا وغير متوقع، قد يحدث في أي وقت من اليوم وأسبابه غير معروفة.
- ألم حاد يستمر طويلًا أكثر من 30 ثانية حتى بعد إزالة المنبه.
- الشعور بالألم الرجيع.
- الشعور بالألم عند تغير وضعية الاستلقاء إلى وضعية الوقوف.
- عدم فعالية المسكنات.
- عدم وجود ألم عند اختبار السن بالنقر البسيط لأن البكتيريا لم تصل إلى قمة اللب.

#### التهاب لب السن غير القابل للشفاء وغير المصحوب بأعراض
- يفتقر هذا الالتهاب للأعراض السريرية.
- يستجيب اللب لاختبارات الحساسية كما يستجيب اللب السليم للاختبارات.[15][16]

#### العلاج
يتطلب التهاب اللب غير القابل للشفاء حشوة جذر أو قلع السن، تخفف حشوة الجذر من الألم وذلك لإزالة اللب الملتهب ثم سد قناة الجذر الفارغة باستخدام مادة مطاطية مسكنة للضغط والألم تُعرف بالكاتابيركا.

### المضاعفات
يعتبر اللب نظام الأمن والإنذار في السن. تسوس طفيف في بنية الأسنان لم يمتد إلى العاج قد لا يثير اللب ولكن بمجرد انكشاف العاج، إما بسبب تسوس الأسنان أو أي إصابة أخرى، تبدأ الحساسية. الأنابيب العاجية تمرر حافزاً لطبقة الأرومة السنية لللب التي بالمقابل تحفز الاستجابة. هكذا يستجاب بشكل أساسي للبرد. في هذه المرحلة ترميمات بسيطة يمكن أن تتم لتلقي العلاج. كلما يتقدم التسوس بالقرب من اللب تتضخم الاستجابة والإحساس في الحمية الساخنة وكذلك الباردة بشكل أعظم. في هذه المرحلة تغطية اللب غير المباشرة قد تعمل لتلقى العلاج ولكن في بعض الأحيان فإنه من المستحيل أن يشخص مدى التسوس سريرياً، والتهاب لب السن قد يثار في هذه المرحلة. العاج المسوس بواسطة تسوس الأسنان المتقدم نحو اللب قد يصاب بكسر أثناء المضغ (مضغ الطعام) مما يتسبب في الإصابة المباشرة لللب وبالتالي استثارة التهاب اللب.
ويعرف التهاب اللب بالتهاب لب السن (بالبيتس). والتهاب لب السن يمكن أن يكون مؤلماً للغاية وفي الحالات الخطيرة يتطب ذلك علاج قناة الجذر أو المعالجة اللبية. اللب المصاب يبدأ باستجابة التهابية ولكن نظراً للبيئة الصلبة المحيطة والمغلقة للضغط اللبي داخل حجرة اللب تنضغط الألياف العصبية ويثير ذلك ألماً شديداً (التهاب لب السن الحاد). في هذه المرحلة تبدأ وفاة اللب التي تتطور في النهاية إلى تشكيل الخراج حول القمة (التهاب لب السن المزمن).
قرون اللب تنحسر مع التقدم في السن. أيضاً مع زيادة العمر، يمر اللب بانخفاض في مادة ما بين الخلايا، والمياه، والخلايا وذلك بسبب ازدياد كمية ألياف الكولاجين. هذا الانخفاض في الخلايا واضح خصوصاً في انخفاض عدد خلايا اللحمة المتوسطة غير المتمايزة. وبالتالي، يصبح اللب أكثر تليّفاً مع زيادة العمر، مما يؤدي إلى انخفاض القدرة على تجديد اللب بسبب خسارته لهذه الخلايا. أيضاً، قد يكون تجويف اللب الكلي أصغر بسبب إضافة العاج الثانوي أو الثالث وبالتالي يسبب ذلك انحسار اللب. الافتقار إلى الحساسية مرتبطة بالأسنان القديمة ويرجع ذلك إلى تراجع قرون اللب، والتليف اللبي، إضافة العاج، أو ربما كل هذه التغيرات المرتبطة بالعمر؛ في الكثير من الأحيان يمكن أن يتم تنفيذ المعالجة الإصلاحية من دون تخدير موضعي على الأسنان القديمة.